# Gobierno de Alfonso López Michelsen
El gobierno de Alfonso López Michelsen inició el 7 de agosto de 1974 y finalizó el 7 de agosto de 1978, considerado el primer gobierno posterior al Frente Nacional, su predecesor fue el gobierno de Misael Pastrana y su sucesor fue el gobierno de Julio César Turbay.
Su gobierno abarcó los años de 1974 a 1978 y se le conoció como el "mandato claro" con la promesa de convertir a Colombia en "El Japón de Sudamérica", aunque la prensa de la época y sectores civiles lo rebautizaron como el "mandato caro", por los problemas económicos que enfrentaba el país, como la inflación, que fue la más alta de la historia de Colombia.

## Presidencia (1974-1978)

### Elecciones
Para las elecciones de 1974 se presentó como precandidato de su partido, el liberal, y logró la candidatura al derrotar al expresidente Lleras Restrepo y luego del retiro de Julio César Turbay, quien lo respaldaba. Fue durante esta campaña que su amigo Rafael Escalona le puso el apodo de El Pollo, pues le compuso un vallenato para su campaña presidencial, en 1973.
Ganó las elecciones el domingo 21 de abril de 1974, por amplia mayoría sobre el candidato conservador Álvaro Gómez Hurtado y la candidata de la Alianza Nacional Popular (ANAPO) María Eugenia Rojas. Como curiosidad, los tres candidatos eran hijos de expresidentesː López Michelsen del liberal López Pumarejo, Gómez Hurtado del conservador Laureano Gómez Castro y Rojas del independiente Rojas Pinilla.

## Gabinete ministerial
| Ministerio                              | Imagen | Nombre                       | Partido | Período   |
| --------------------------------------- | ------ | ---------------------------- | ------- | --------- |
| Ministro de Gobierno                    |        | Cornelio Reyes               |         | 1974-1976 |
| Ministro de Gobierno                    |        | Rafael Pardo Buelvas         |         | 1976-1977 |
| Ministro de Gobierno                    |        | Alfredo Araújo Grau          |         | 1977-1978 |
| Ministro de Hacienda y Crédito Público  |        | Rodrigo Botero Montoya       |         | 1974-1976 |
| Ministro de Hacienda y Crédito Público  |        | Abdón Espinosa Valderrama    |         | 1976-1977 |
| Ministro de Hacienda y Crédito Público  |        | Alfonso Palacio Rudas        |         | 1977-1978 |
| Ministerio de Relaciones Exteriores     |        | Indalecio Liévano Aguirre    |         | 1974-1978 |
| Ministro de Defensa Nacional            |        | Gral. Abraham Varón Valencia |         | 1974-1978 |
| Ministro de Agricultura                 |        | Rafael Pardo Buelvas         |         | 1974-1976 |
| Ministro de Agricultura                 |        | Álvaro Araújo Noguera        |         | 1976-1977 |
| Ministro de Agricultura                 |        | Joaquín Vanin Tello          |         | 1977-1978 |
| Ministros de Trabajo y Seguridad Social |        | María Elena de Crovo         |         | 1974-1976 |
| Ministros de Trabajo y Seguridad Social |        | Óscar Montoya Montoya        |         | 1976-1978 |
| Ministros de Trabajo y Seguridad Social |        | Juan Gonzalo Restrepo        |         | 1978      |
| Ministro de Comunicaciones              |        | Jaime García Parra           |         | 1974-1975 |
| Ministro de Comunicaciones              |        | Fernando Gaviria Cadavid     |         | 1975-1976 |
| Ministro de Comunicaciones              |        | Danna Ordóñez Caro           |         | 1976-1978 |
| Ministro de Desarrollo Económico        |        | Jorge Ramírez Ocampo         |         | 1974-1976 |
| Ministro de Desarrollo Económico        |        | Diego Moreno Jaramillo       |         | 1976-1978 |
| Ministro de Minas y Energía             |        | Eduardo del Hierro Santacruz |         | 1974-1975 |
| Ministro de Minas y Energía             |        | Juan José Turbay             |         | 1975      |
| Ministro de Minas y Energía             |        | Jaime García Parra           |         | 1975-1977 |
| Ministro de Minas y Energía             |        | Miguel Urrutia Montoya       |         | 1977      |
| Ministro de Minas y Energía             |        | Eduardo Gaitán Durán         |         | 1977-1978 |
| Ministro de Justicia                    |        | Alberto Santofimio Botero    |         | 1974-1975 |
| Ministro de Justicia                    |        | Samuel Hoyos Arango          |         | 1975-1976 |
| Ministro de Justicia                    |        | Víctor Renan Barco           |         | 1976      |
| Ministro de Justicia                    |        | César Gómez Estrada          |         | 1976-1978 |
| Ministro de Educación                   |        | Hernando Duran Dussan        |         | 1974-1977 |
| Ministro de Educación                   |        | Rafael Rivas Posada          |         | 1977-1978 |
| Ministro de Salud Pública               |        | Haroldo Calvo Núñez          |         | 1974-1976 |
| Ministro de Salud Pública               |        | Raúl Orejuela Bueno          |         | 1976-1978 |
| Ministro de Obras Públicas              |        | Humberto Salcedo Collante    |         | 1974-1978 |

## Política interna

### Paro Nacional y protestas
En 1976, se presentó el paro médico del Seguro Social, que se prolongó durante 50 días. 
El 14 de septiembre de 1977, afrontó un Paro Cívico Nacional en protesta por las medidas antipopulares de su gobierno, jornada durante la cual se registraron 33 muertos, 3000 heridos y miles de detenidos. López Michelsen ese día impuso el toque de queda. Fue hasta el paro del 2019 el paro más grande del país.
El impacto del paro en la sociedad colombiana fue tal que el copartidario de López, Turbay ganó las elecciones de 1978 con la promesa de reducir la insurgencia y los brotes sociales que estaban tomando fuerza en el país por esos convulsos años, mediante su polémico estatuto de seguridad.
Según el gobierno se aumentó en un 200% el salario mínimo en el campo y en la ciudad; se otorgó personería jurídica a 1100 sindicatos.

### Obras Públicas
En este gobierno se construyeron gasoductos y oleoductos, se estructuró un plan de generación de energía, planes de vivienda; la apertura de 30 hospitales, un millón de cupos para los cuatro niveles educativos, vías de comunicación y mejoras en los puertos marítimos. El Instituto Colombiano de la Reforma Agraria (INCORA) recibió los distritos de riego.

### Derechos de la mujer
Las mujeres accedieron por primera vez a la carrera militar. Se reconoció la igualdad jurídica de las mujeres en el matrimonio, aprobó el divorcio en el matrimonio civil y derogó cien artículos del código civil colombiano que discriminaban a la mujer.

### Otras disposiciones
Se creó el Instituto Colombiano de Hidrología, Meteorología y Adecuación de Tierras (HIMAT hoy IDEAM), se estableció la mayoría de edad a los 18 años.

## Economía
Durante su gobierno, Colombia tuvo una segunda bonanza cafetera, pero a su vez altos niveles de inflación. 
Según el gobierno la inversión pública aumentó en un 61% y se incrementaron las exportaciones, un aumento del 16% en la producción agrícola. Otorgó 986 títulos y se firmaron 4700 contratos de asignación de tierras; y el crédito agropecuario ascendió a 21 mil millones de pesos. 

### Explotación petrolera
Inició las exploraciones de hidrocarburos de la mano de la empresa estatal Ecopetrol. Gracias a esto construyó gasoductos, oleoductos y refinerías para apoyar la exportación de petróleo.Se cambiaron los contratos de concesión por contratos de asociación.Según el gobierno se aumentó en un 40% la capacidad de energía eléctrica.

### Reforma Tributaria
En su gobierno se  decreto la emergencia económica y se implemento una reforma tributaria y fiscal que gravaba las ganancias ocasionales, las valorizaciones, las ventas de acciones y activos, la renta presuntiva y se obligaba a todo aquel que tuviese algún activo a pagar impuestos.

## Orden público

### Narcotráfico

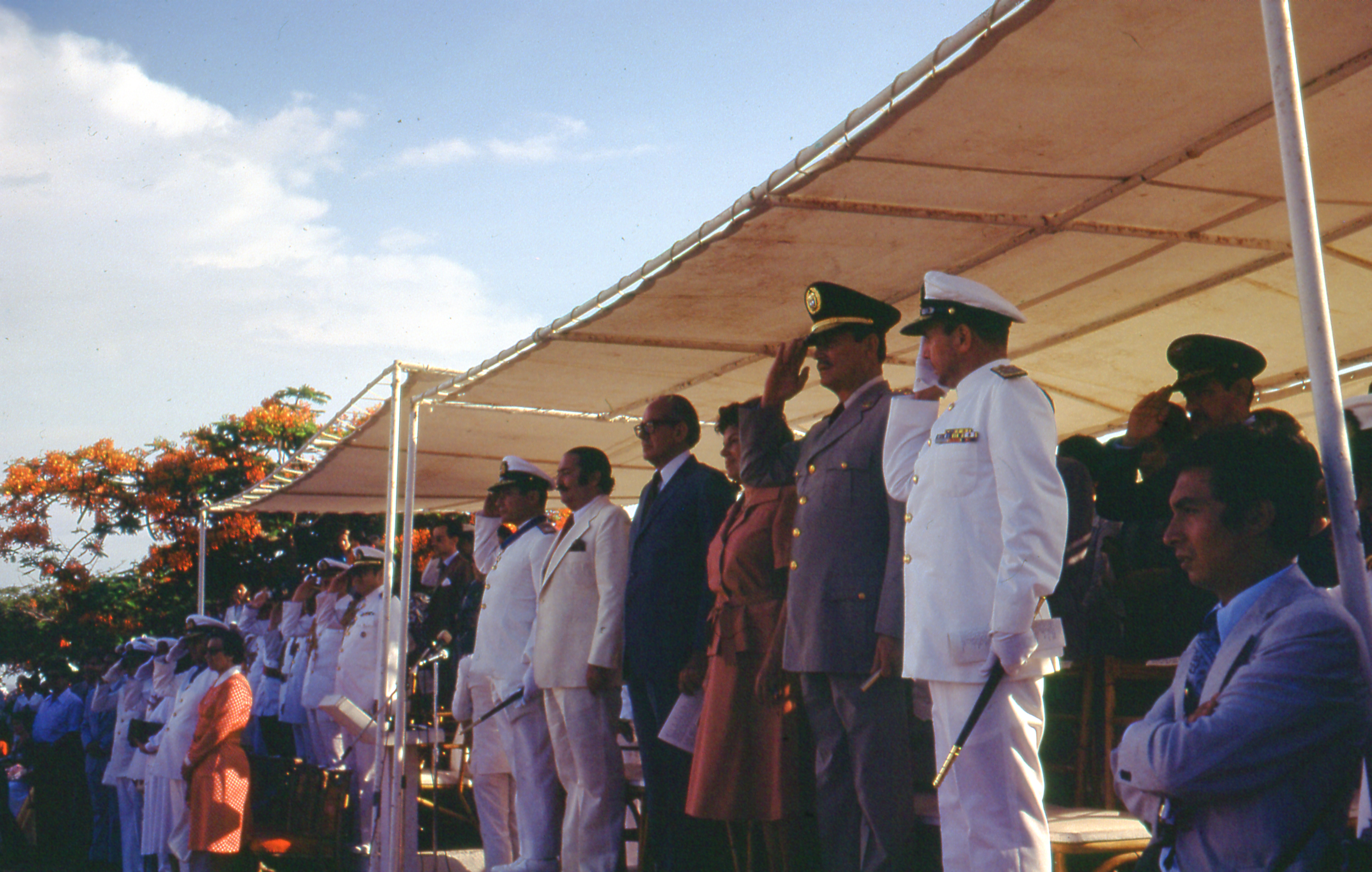
El presidente Alfonso López Michelsen durante una ceremonia naval en Cartagena de Indias, 1976.

Durante su presidencia, López tuvo que enfrentar el escándalo de "la Ventanilla Siniestra," nombre que se le dio a la cuenta del Banco de la República, abierta por su gobierno para permitir el paso del dinero producto de la bonanza cafetera, pero que se convirtió en el mayor caso de lavado de dinero de la historia de Colombia, cuando se descubrió que por esa cuenta eran legalizadas las utilidades que obtenían los traficantes de marihuana colombianos, en la llamada Bonanza Marimbera.
Según archivos desclasificados el gobierno de Jimmy Carter presiono al de Alfonso López en la lucha contra el narcotráfico y la corrupción, en los informes se mencionan: el general Abraham Varón Valencia, el ministro de Trabajo, Óscar Montoya Montoya, y el coronel Humberto Cardona Orozco, entonces responsable de Indumil.

### Conflicto armado interno
Fue asesinado el 7 de septiembre de 1975, el inspector general de las FF.MM. general Ramón Arturo Rincón Quiñónez por el ELN. Pedro León Arboleda comandante del EPL fue abatido en 1976, en Cali. José Raquel Mercado, dirigente de la Confederación de Trabajadores de Colombia (CTC), fue secuestrado y asesinado por el M-19 en abril de 1976, el M-19 también realizaría el secuestro de Hugo Ferreira Neira gerente de Indupalma y exministro en 1977. Este gobierno se negó a aprobar el Estatuto de Seguridad, aprobado en el gobierno siguiente.

## Relaciones exteriores

### Relaciones Colombia-Venezuela
Como un detalle de su fina irreverencia, se recuerda su discurso de posesión el 7 de agosto de 1974 cuando, al tocar el candente tema del diferendo limítrofe con Venezuela en relación con el Golfo de Venezuela, lo llamó "Golfo de Coquivacoa", haciendo referencia así a su nombre indígena originario.

### Relaciones Colombia-Estados Unidos

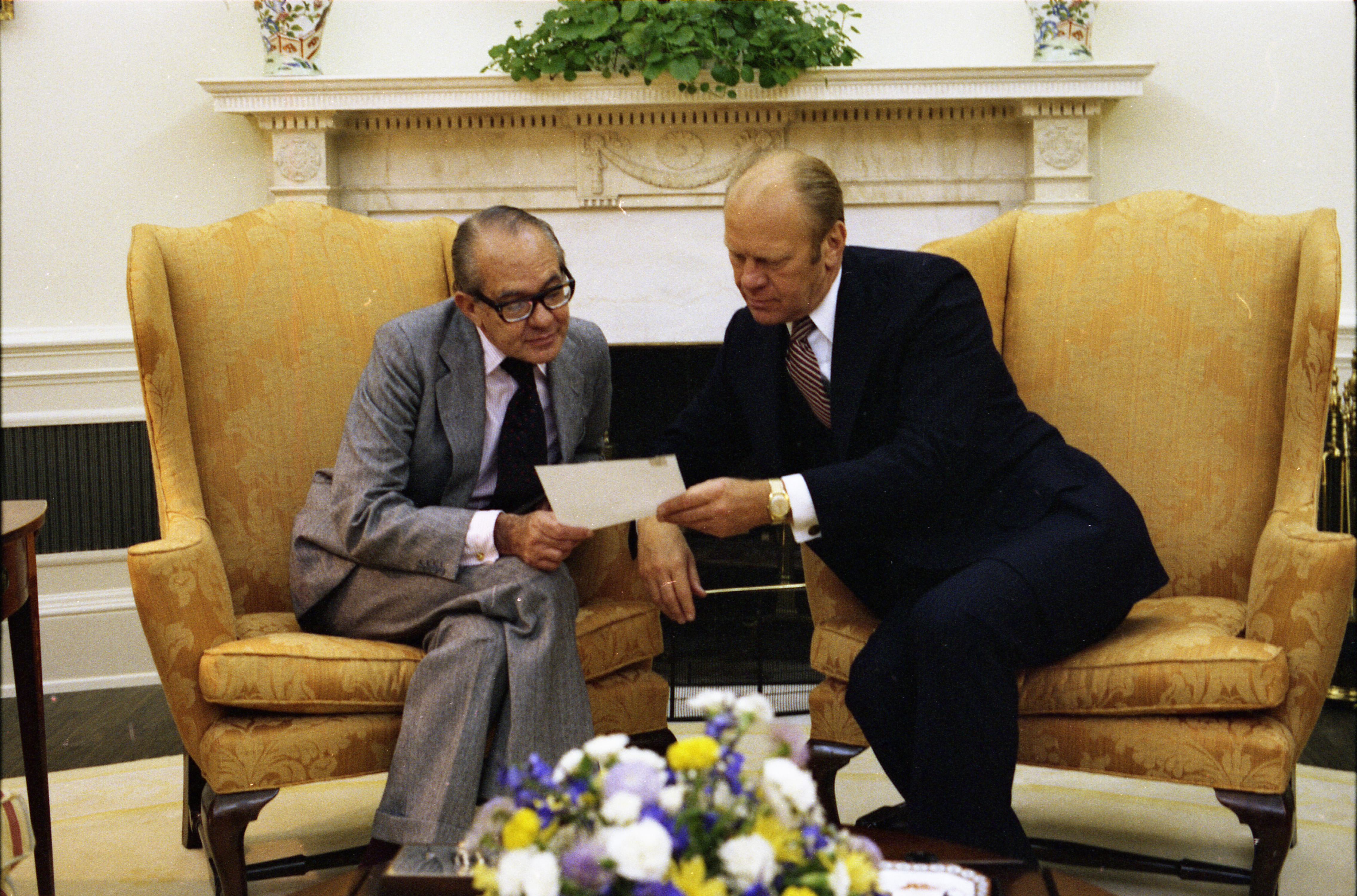
López y Gerald Ford en la Oficina Oval

López participó en la firma del Tratado Torrijos-Carter que garantizaba la futura devolución del Canal de Panamá por parte de los Estados Unidos a Panamá, cuyo cumplimiento se daría el 31 de diciembre de 1999. También era un visitante habitual de la Casa Blanca, entablando una buena relación con Richard Nixon y luego con Gerald Ford.

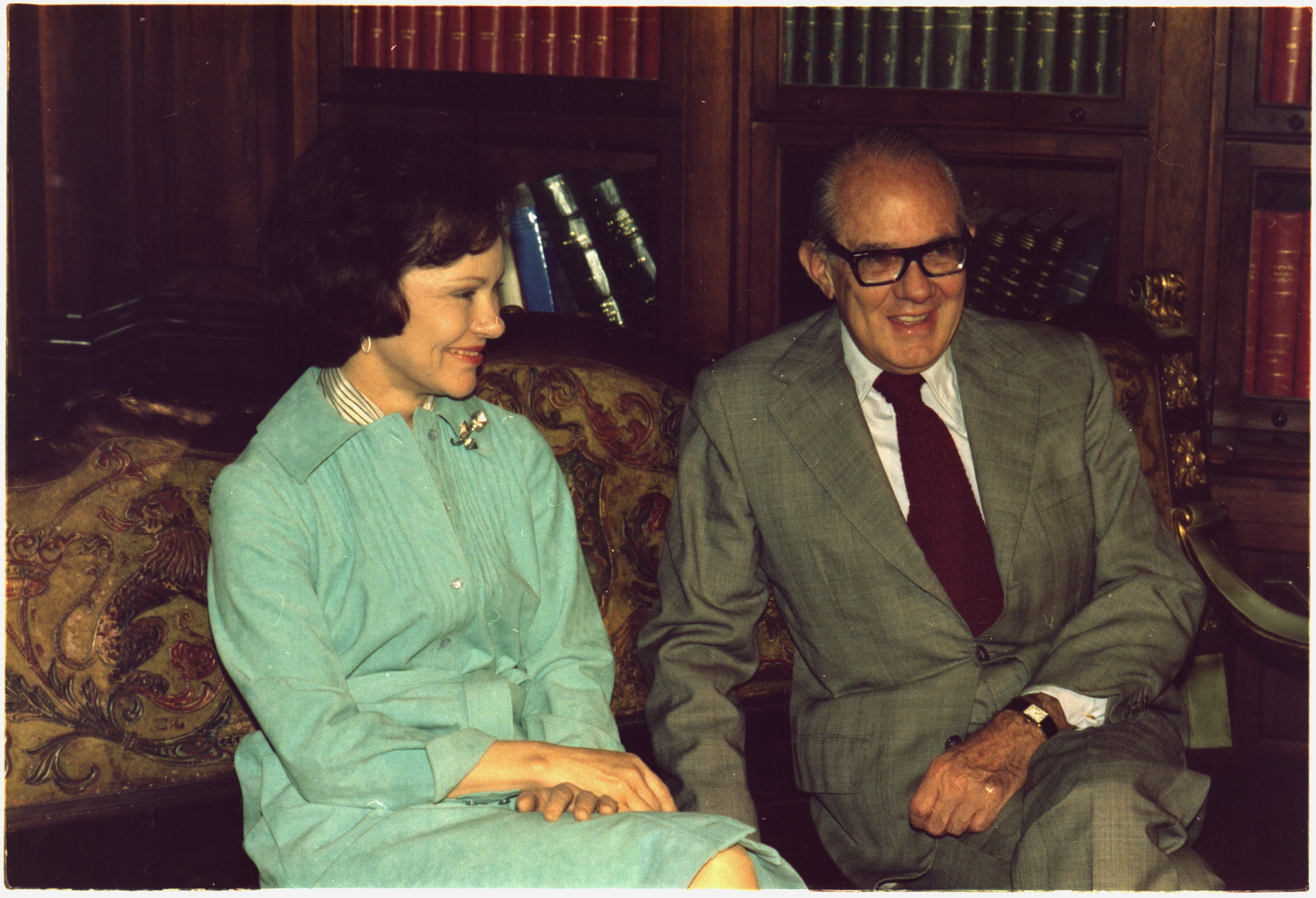
Registro de la reunión entre Rosalynn Carter y el presidente López en 1977, donde privadamente reveló el conocimiento de su gobierno de los vínculos con narcotraficantes de varios políticos y oficiales.

En 1977, Estados Unidos encomendó a la primera dama Rosalynn Carter para llevar un mensaje de advertencia al gobierno colombiano, debido a los fuertes indicios que tenían los Estados Unidos de la corrupción relacionada con actividades del narcotráfico de varios políticos colombianos y funcionarios del Estado. Según el informe de los archivos secretos, desclasificado en abril de 2024, del gobierno de Estados Unidos, la primera dama alentó a López a asistir a una reunión posterior con agentes antinarcóticos que revelarían fuertes indicios de actividades de narcotráfico del entonces candidato presidencial Julio César Turbay, quien ese mismo año resultó electo presidente, además del general Abraham Varón Valencia, ministro de defensa de 1974 a1978, y de otros varios oficiales y políticos ligados a la red de narcotráfico de Griselda Blanco. Adicionalmente se conoció en los documentos desclasificados, que el hijo de López, Alfonso López Caballero, era sospechoso de actividades de narcotráfico.

### Relaciones Colombia-Cuba
Bajo el gobierno de López se reestablecieron las relaciones diplomáticas con Cuba, el 6 de marzo de 1975, que se interrumpieron el 9 de diciembre de 1961 bajo el gobierno de Alberto Lleras Camargo, y por influencia del gobierno de John F. Kennedy, tras la fallida invasión de Bahía de Cochinos.

### Visitas diplomáticas
Recibió al presidente de México, José López Portillo; al de Jamaica, Michael Mandley; al secretario de Estado de los Estados Unidos, Henry Kissinger; y al rey Juan Carlos de España.

### Tratados de áreas marinas
Se firmaron tratados de delimitación de áreas marinas y submarinas con Ecuador, Panamá, Costa Rica, República Dominicana y Haití. 